# Frederick Langenheim

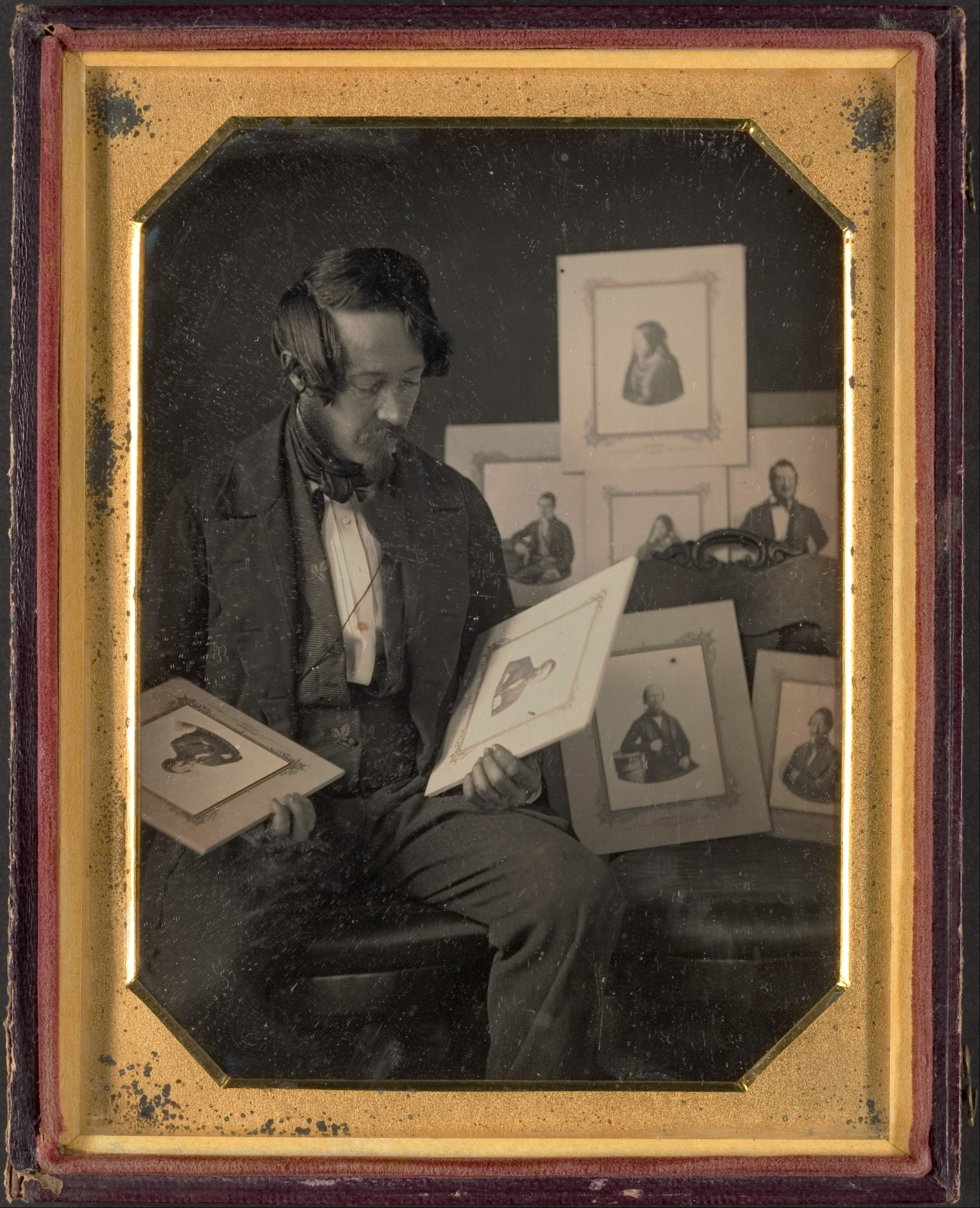
Friedrich Langenheim, um 1850

Frederick Langenheim (* 5. Mai 1809 als Friedrich Langenheim in Schöningen, Kanton Schöningen, Königreich Westphalen; † 10. Januar 1879 in Philadelphia, Pennsylvania) war ein deutsch-amerikanischer Fotograf und Pionier der Fototechnik.

## Leben
Als Sohn des Notars Friedrich Wilhelm Langenheim (1779–1849), der von 1808 bis 1813 Bürgermeister der Stadt Schöningen gewesen war, wuchs Friedrich Langenheim in Braunschweig auf. Sein älterer Bruder Wilhelm emigrierte 1834 nach einem Jurastudium in Göttingen in die Vereinigten Staaten und zog bald weiter nach Süden, um sich in San Antonio niederzulassen und 1835 als Freischärler im Texanischen Unabhängigkeitskrieg auf der Seite US-amerikanischer Siedler im später Republik Texas genannten Gebiet der Republik Mexiko zu engagieren. 1837 focht Friedrichs Bruder im 2nd Cavalry Regiment der United States Army im Zweiten Seminolenkrieg. Danach war er noch eine Weile als Beschäftigter der US-Armee in Florida und New Orleans tätig.

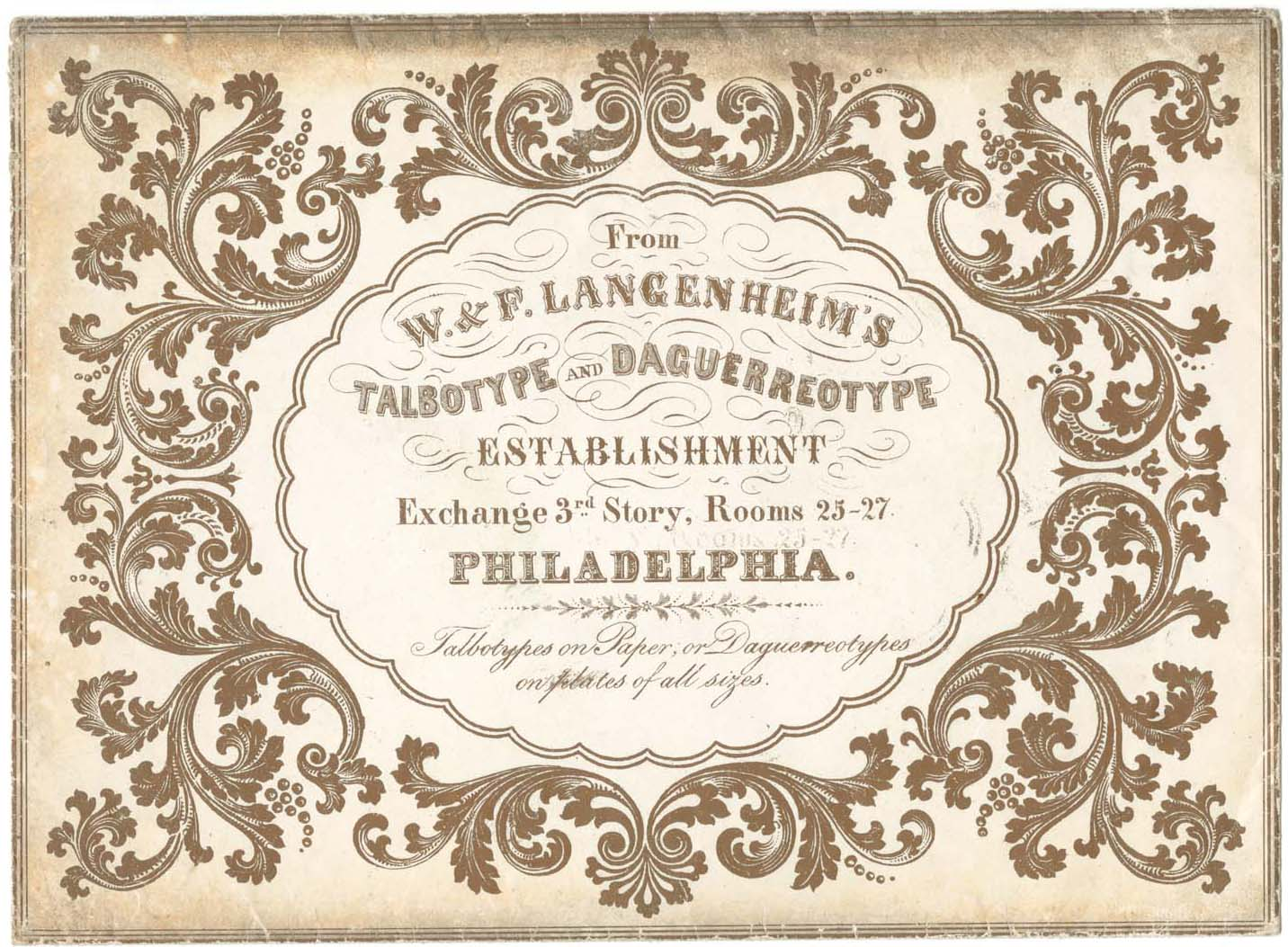
Firmenzeichen des Fotoateliers W.& F. Langenheim, um 1849

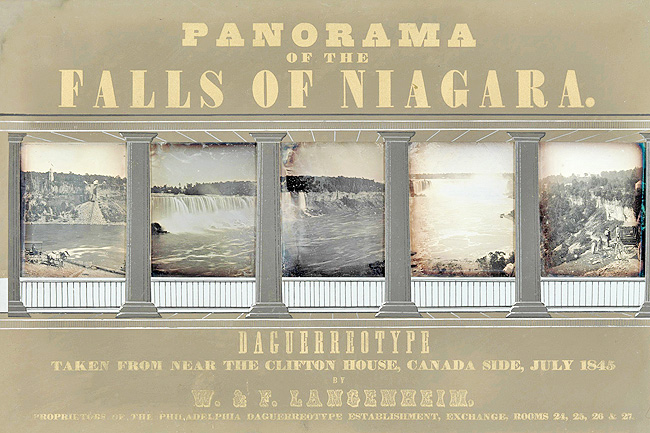
Panorama of Niagara Falls, 1845

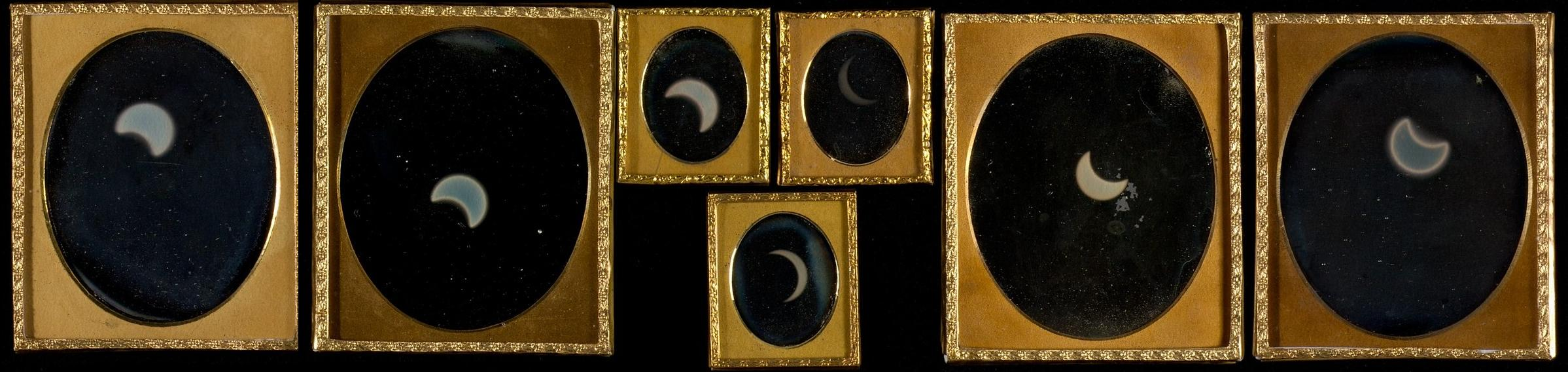
Partielle Sonnenfinsternis, 1854

1840 trafen sich beide Brüder in Philadelphia. Dort wurden sie zunächst Mitarbeiter der deutschsprachigen Zeitung Die Alte und Neue Welt, die 1834 gegründet worden war und bis 1843 als Organ der 1764 ins Leben gerufenen Deutschen Ansiedlungs-Gesellschaft zu Philadelphia fungierte.
Um 1842 wechselten die Brüder das Metier und eröffneten in Philadelphia ein Atelier für Fotografie. Mit einer Daguerreotypie-Kamera von Voigtländer, die mit dem Petzvalobjektiv ausgestattet war, einem ab 1840 von Peter Wilhelm Friedrich Voigtländer hergestellten speziellen Porträtobjektiv, konnten William und Frederick Langenheim – so ihre nun anglisierten Namen – sich als Porträtfotografen erfolgreich etablieren. Während William eher Geschäftsführungsaufgaben wahrnahm, erledigte Frederick die praktischen Aufgaben. 
Eine Beziehung der Brüder Langenheim zu der Firma Voigtländer, die sich 1845 durch die Ehe ihrer Schwester Nanny, verwitwete Zincken (1813–1902), mit Voigtländer ergab, wirft ein bezeichnendes Licht auf die Rolle persönlicher und familiärer Verflechtungen in der damaligen Zeit. Louise, eine andere Schwester der Langenheims, heiratete den Maschinenbau-Lehrer Johann Bernhard Schneider († 1883), einen Kommilitonen Voigtländers. Schneider soll die Brüder mit der Handhabung der Kamera vertraut gemacht haben.
Unter den Persönlichkeiten, die sich bald von den Langenheims porträtieren ließen, findet sich US-Präsident John Tyler. 1845 produzierten sie eine Serie von fünf Panoramabildern der Niagarafälle, die sie in acht Exemplaren ausführten. Sieben davon versandten sie an US-Präsident James K. Polk, Louis Daguerre, die englische Königin Victoria, den Herzog Wilhelm von Braunschweig sowie die Könige Friedrich Wilhelm IV. von Preußen, Friedrich August II. von Sachsen und Wilhelm I. von Württemberg. 1846 gingen sie nach dem Erwerb eines US-Patents von Johann Baptist Isenring dazu über, Daguerrotypien zu kolorieren. 1849 kauften sie Henry Talbots US-Patent für Kalotypie. In den Jahren 1848 bis 1850 entwickelten sie ein System zur Herstellung von Positiven und Negativen auf Glas („Hyalotypie“), das sie 1851 auf der Great Exhibition im Crystal Palace in London der Weltöffentlichkeit präsentierten. Obwohl sie dort für die Erfindung der ersten Glasdiapositive eine Goldmedaille erhalten hatten, erwies sich ihre Entwicklung als kommerzieller Fehlschlag. In dieser Zeit erfanden sie auch das Gerät Stereopticon für stereoskopische Projektion von Dias. Lichtbildvorführungen mit diesem Gerät ermöglichte unterhaltsame Vorstellungen, die als Vorstufe des Kinos gelten.
1845 gründete Frederick Langenheim in New York City ein eigenes Fotoatelier am Broadway, das er von 1846 bis 1849 in Partnerschaft mit dem von ihm seit 1843 beschäftigten Fotografen Alexander Beckers (1815–1905) betrieb. 1854 vereinigten sich die Brüder Langenheim wieder in ihrem Geschäft in Philadelphia. Eine Sonnenfinsternis, die sich dort am 26. Mai 1854 ereignete, hielt Frederick Langenheim in einer fotohistorisch bedeutenden Serie fest. In den 1860er Jahren produzierten die Brüder Stereoskopien und Vorführgeräte für Lichtbilder. Bald nachdem sein Bruder 1874 gestorben war, verkaufte Frederick Langenheim das Geschäft. Langenheim, der im Alter von 69 Jahren starb, wurde auf der Mount Moriah Cemetery bei Philadelphia bestattet.